# 미쓰노쇼정
미쓰노쇼정(三庄町)은 히로시마현 미쓰기군에 있던 정이다. 현재의 오노미치시의 일부에 해당한다.